# Быструха (Омская область)
Быструха — деревня в Любинском районе Омской области. В составе Тавричанского сельского поселения.

## История
Основана в 1909 г. В 1928 г. посёлок Быструшинский состоял из 40 хозяйств, основное население — русские. В составе Тавричанского сельсовета Любинского района Омского округа Сибирского края.

## Население
| 2010 |
| ---- |
| 146  |